# Ионафан

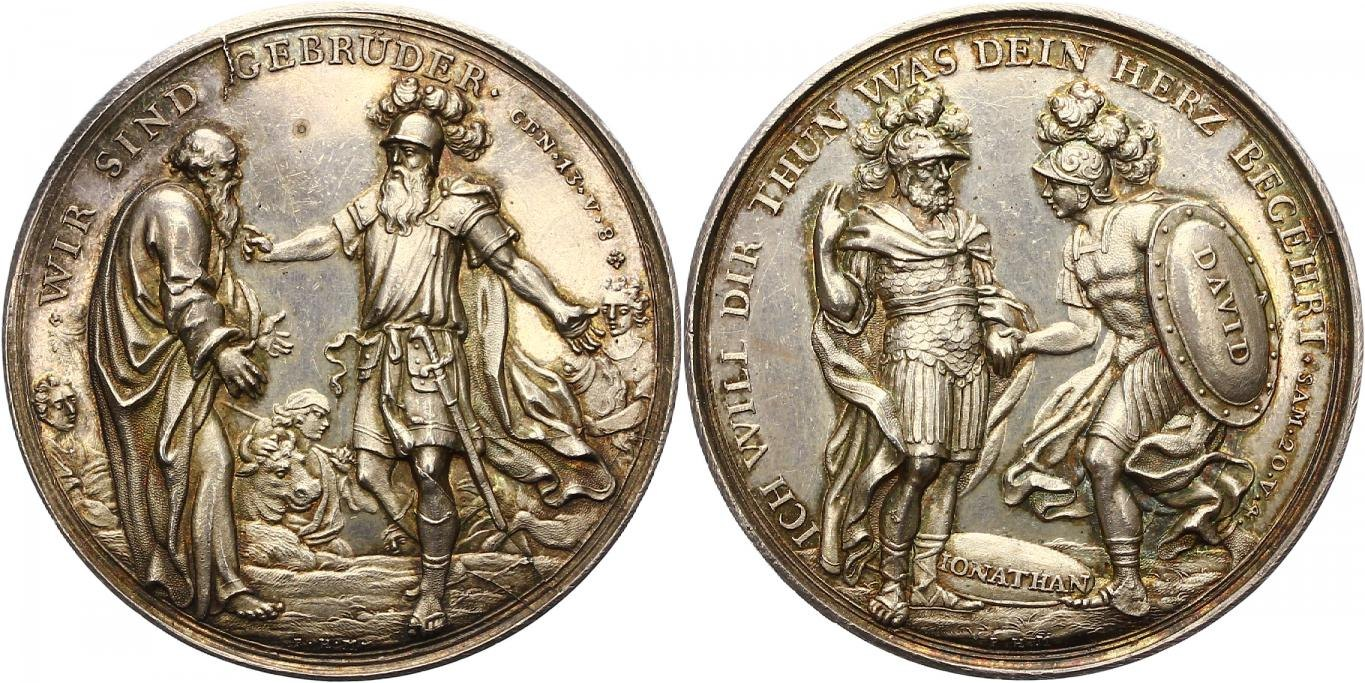
Давид и Ионафан (справа). Слева - Авраам и Лот. Так называемая «Медаль дружбы». Автор штемпеля Филипп Генрих Мюллер. Чеканена в г. Аугсбург, Бавария, ок. 1710 г.

Ионафан (ивр. יונתן‎, Йонатан евр. «Бог дал» или «Божий дар». Слово «натан» означает «дал».) — старший сын царя Саула, друг Давида.

## Библейское повествование
О детстве Ионафана ничего неизвестно. Первый раз он упоминается во время войны, которую начал его отец против филистимлян (1Цар. 13:2), в борьбе с которыми прошла вся жизнь сына Саула. Подобно своему отцу, Ионафан отличался силою и ловкостью (2Цар. 1:23), доказательством чего служит его воинский подвиг при Михмасе. Он славился также искусством в военных упражнениях в стрельбе из лука и метании из пращи (2Цар. 1:22).

### Подвиги
Первым воинским подвигом Ионафана было избиение филистимского гарнизона близ Гевы. Безоружные и упавшие духом, израильтяне казались перед филистимлянами совсем беспомощными. У них почти не было вооружения (1Цар. 13:19-22), так что некоторые евреи, в крайнем отчаянии оставив свои жилища, ушли за Иордан в страну Гадову и Галаадскую (1Цар. 13:6-7). В этом критическом положении Ионафан решился на смелую попытку напасть на филистимский лагерь в Михмасе только с одним своим оруженосцем (1Цар. 14). Не сказав никому о своем намерении и твёрдо полагаясь на помощь Божию, он вместе с оруженосцем перелез через ущелье, напал на передовой неприятельский отряд с такою внезапностью и успехом, что всем неприятельским войском овладел внезапный ужас, который ещё более усилился вследствие чудесной помощи Божией (1Цар. 14:14-20). Саул подоспел со своим войском на помощь к Ионафану, и в результате состоялась полная победа над врагами Израиля.
Во время битвы, продолжавшейся целый день, сам Ионафан подвергся великой опасности, вследствие необдуманного заклятия Саула, наложенного им на народ и войско - заклятия не вкушать пищи, доколе филистимляне окончательно не будут разбиты (1Цар. 14:24). Ионафан, не зная об этом торжественном заклятии и утомлённый своими воинскими подвигами, вкусил несколько дикого мёда, найденного им в лесу. Таким образом заклятие было нарушено, и гнев Божий не замедлил обнаружиться (1Цар. 14:37). Саул, желая узнать причину оного, торжественно объявил немедленно смертную казнь над тем, кто согрешил, хотя бы это был его собственный сын, Ионафан. Бросили жребий, и пал жребий на Ионафана. И сказал Саул Ионафану: "Расскажи мне, что сделал ты?" И сказал ему Ионафан: "Я отведал концом палки, которая в руке моей, немного мёду; и вот я должен умереть" (1Цар. 14:43). Но благодарный народ спас Ионафана от неминуемой смерти. Он восстал как один человек против объявленного царём над Ионафаном смертного приговора, — «и освободил народ Ионафана, и не умер он» (1Цар. 14:45).

### Дружба сДавидом

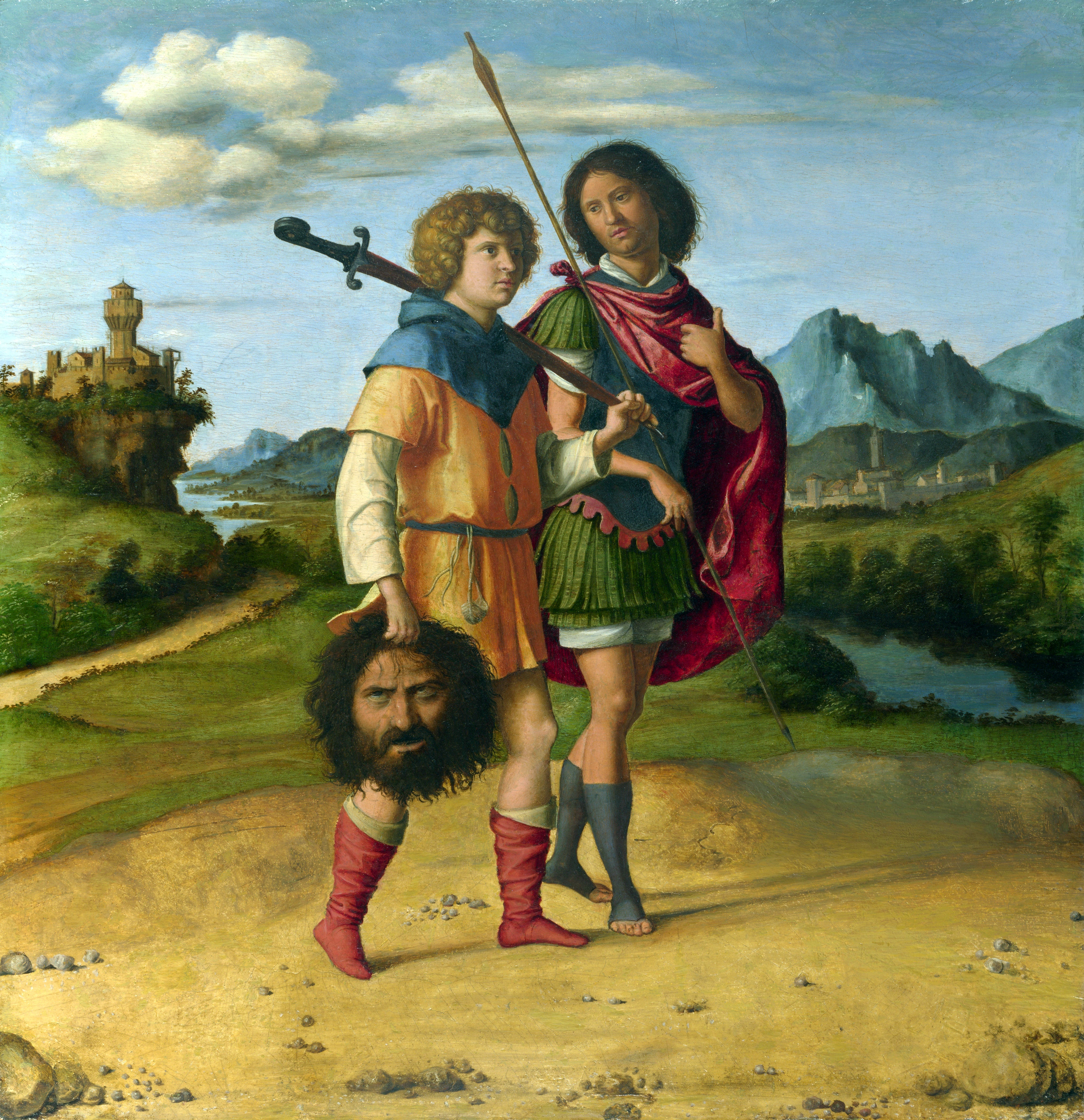
Чима да Конельяно. Давид и Ионафан

Отношения Давида и Ионафана были примером идеальной дружбы в Библии как в еврейской (Авот 5:16), так и в христианской традиции. Они становятся близкими друзьями практически после первой встречи: «Ионафан же заключил с Давидом союз, ибо полюбил его, как свою душу» (1Цар. 18:3). Когда Саул, под увлечением ненависти к Давиду, хотел умертвить его, Ионафан дважды спасал Давида от смерти, нередко даже с опасностью своей собственной жизни (1Цар. 19:1-7, 1Цар. 19:20). Саул с гневом говорил об этом: «сын негодный и непокорный! разве я не знаю, что ты подружился с сыном Иессеевым на срам себе и на срам матери твоей?» (1Цар. 20:30). Ионафан сознавал, что отеческий престол, который он естественно мог считать принадлежащим ему по праву, по смерти отца должен был рано или поздно перейти к Давиду, но мысль об этом никогда не прерывала и не омрачала сердечных дружеских отношений между ними. Если бы Давид сделался царём, то Ионафан не желал ничего большего для себя, как быть вторым при нём (1Цар. 23:17). После бурного взрыва гнева Саула против Давида и последовавшего затем бегства его из царского дворца Ионафан только однажды виделся с Давидом. Это было в лесу, в пустыне Зиф. Здесь отыскал Ионафан Давида, здесь они возобновили союз между собою пред лицом Господа, и простились в последний раз (1Цар. 23:18).

### Гибель и погребение
Вместе с отцом Ионафан участвовал в битве на горе Гелвуйской, которая оказалась роковой для дома Саула — сам царь и трое его сыновей погибли (1Цар. 31:2). Их тела филистимляне повесили на стене Беф-Сана, однако жители Иависа сняли останки, а затем сожгли их (1Цар. 31:12) (через несколько лет Давид распорядился перенести кости в гробницу Киса в местности Цела (2Цар. 21:12-14)). Узнав о гибели Саула и Ионафана, Давид выразил свою скорбь в песне: «Скорблю о тебе, брат мой, Ионафан; ты был очень дорог для меня; любовь твоя была превыше любви женской. Как пали сильные, погибло оружие бранное!» (2Цар. 1:17-27). После Ионафана остался пятилетний сын, Мемфивосфей, чрез которого род Ионафанов продолжался до времён Ездры (1Пар. 9:40).